# Far North District
Far North District är Nya Zeelands nordligaste territoriella myndighet. Den består av Nordöns norra spets. Kaikohe är administrativt centrum och distriktet hade 65 250 invånare vid folkräkningen 2018.

## Geografi
Distriktet är det största av de tre territoriella myndigheter som ingår i regionen Northland. Det gränsar i söder till de andra två myndigheterna, Whangarei District och Kaipara District. Resten av Far North District omges av hav, den totala kuststräckan är 1756 kilometer.

## Ekonomi
Distriktets arbetskraft bestod 2013 av 17 290 anställda i 7 246 företag.
De fem största industrierna sett till antal anställda är:
- hälso- och sjukvård, samt socialtjänst (13,9%)
- detaljhandel (12,5%)
- utbildning (12,3%)
- jordbruk, skogsbruk och fiske (12%)
- hotell- och restaurangtjänster (10,6%)

Procenttalen anger andel av det totala antalet anställda.

## Befolkning
Vid folkräkningen 2013 hade Far North District 55 731 invånare, vilket utgjorde 1,3 % av Nya Zeelands befolkning. De största tätorterna är Kerikeri, Kaitaia och Kaikohe. Andra större orter är Paihia, Moerewa, Kawakawa, Ahipara, Houhora och Russell.

### Befolkningsutveckling
| Befolkningsutvecklingen i Far North District 1991–2018 | Befolkningsutvecklingen i Far North District 1991–2018 | Befolkningsutvecklingen i Far North District 1991–2018 | Befolkningsutvecklingen i Far North District 1991–2018 | Befolkningsutvecklingen i Far North District 1991–2018 |
| ------------------------------------------------------ | ------------------------------------------------------ | ------------------------------------------------------ | ------------------------------------------------------ | ------------------------------------------------------ |
|                                                        |                                                        |                                                        |                                                        |                                                        |
| År                                                     |                                                        |                                                        | Folkmängd                                              |                                                        |
| 1991                                                   | 1991                                                   |                                                        | 47 466                                                 |                                                        |
| 1996                                                   | 1996                                                   |                                                        | 52 935                                                 |                                                        |
| 2001                                                   | 2001                                                   |                                                        | 54 576                                                 |                                                        |
| 2006                                                   | 2006                                                   |                                                        | 55 845                                                 |                                                        |
| 2013                                                   | 2013                                                   |                                                        | 55 731                                                 |                                                        |
| 2018                                                   | 2018                                                   |                                                        | 65 250                                                 |                                                        |
|                                                        |                                                        |                                                        |                                                        |                                                        |